# Seyhan (district)
Seyhan is een Turks district in de provincie Adana en telt 800.387 inwoners (2017). Bijna veertig procent van de bevolking van de provincie Adana woont in het district Seyhan. Het district heeft een oppervlakte van 501,6 km². Het district is genoemd naar de Seyhan rivier en omvat het grootste deel van de stad Adana.
De bevolkingsontwikkeling van het district is weergegeven in onderstaande tabel.
| 1997    | 2000h   | 2007      | 2017    |
| ------- | ------- | --------- | ------- |
| 777.570 | 852.911 | 1.007.992 | 800.387 |

## Gemeenten in het district
| Gemeente               | Inwonertal (2007) |
| ---------------------- | ----------------- |
| Seyhan Belediyesi      | 990.073           |
| Küçükdikili Belediyesi | 12.698            |
| Karayusuflu Belediyesi | 3.993             |